# Palau Tiradentes
El Palau Tiradentes (portuguès: Palácio do Tiradentes) és un edifici públic d'estil neoclàssic de Rio de Janeiro, Brasil. És la seu de l'Assemblea Legislativa de l'Estat de Rio de Janeiro. Es troba a la cruïlla de l'avinguda Presidente Antonio Carlos amb el carrer São José del barri de Centro. Entre 1926 i 1960, va ser la seu del Congrés Nacional del Brasil, quan Rio de Janeiro era la capital federal del Brasil. Va ser dissenyat pels arquitectes Archimedes Memoria i Francisque Couchet. Va ser nomenat en homenatge a l'heroi nacional Alferes Joaquim José da Silva Xavier, més conegut com Tiradentes.

## Història

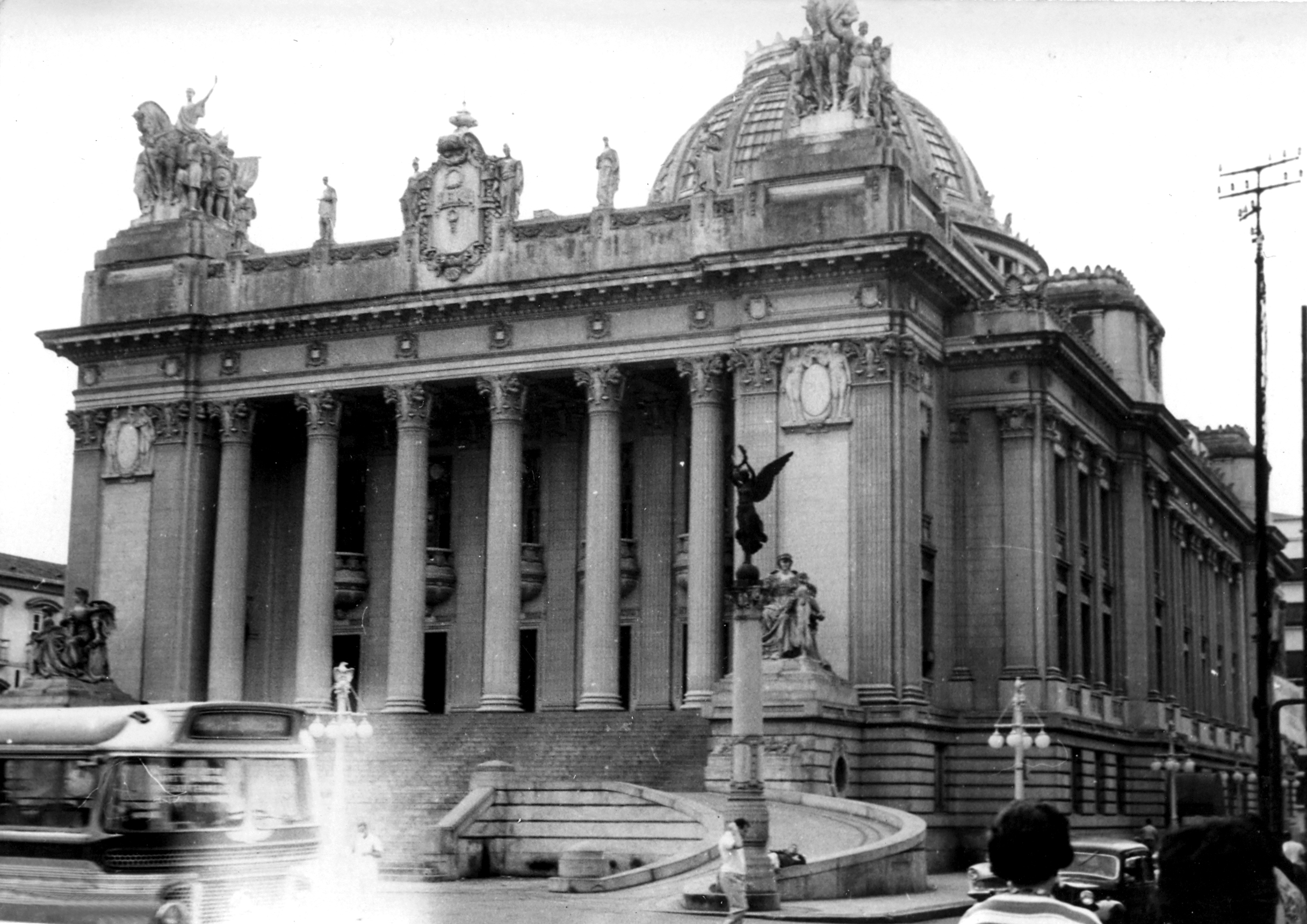
El Palau Tiradentes el 1964.

La primera construcció va ser un edifici del Brasil colonial que es va anomenar Casa da Câmara i Cadeia. Aquest va ser construït en 1640 i albergava el centre de finances tributàries de la ciutat, el lloc de les decisions legislatives i, al seu pis inferior, una presó dita Cadeia Velha. Allà és on va passar les seves últimes hores l'alferes Tiradentes, abans de ser penjat a la forca, el 1792.
Va ser la seu de la cambra alta del país, alhora que continuava sent un presó, fins que el 1808 es va transferir el Senat al Carrer del Rosario i la presó va ser canviada per la d'Aljube, a causa de l'arribada de la família reial. La Cambra de Diputats del Brasil va funcionar allí fins al 1914, quan a causa de les males condicions de l'edifici va ser transferida per al Palau Monroe.
L'edifici del parlament imperial va ser demolit el 1922. En el seu lloc, els arquitectes Archimedes Memoria i Francisque Couchet van dissenyar el Palau Tiradentes, que va ser inaugurat el maig de 1926. Amb la instauració de l'Estado Novo el 1937, va passar a ser la seu del Departament de Premsa i Propaganda (DIP), el qual s'encarregava de controlar i censurar els mitjans de comunicació. El 1945, amb el final de l'era Vargas va tornar a acollir la Cambra dels Diputats fins a la inauguració a Brasília del Congrés Nacional. Des de Washington Luís fins a Juscelino Kubitschek, tots els presidents del Brasil van prendre possessió del càrrec en aquest recinte.
El 1960, amb el canvi de la Capital Federal per a Brasília, la ciutat de Rio de Janeiro va esdevenir l'Estat de Guanabara, i el Palau Tiradentes va passar a ser seu de l'Assemblea Legislativa estatal. Aquest va existir fins al 1975, quan l'estat de Guanabara va ser dissolt i la ciutat de Rio s'incorporà dintre de l'Estat de Rio de Janeiro i el Palau Tiradentes va passar a ser la seu de la nova Assemblea LegislativA. En els anys 2000 el palau va ser restaurat.

## Característiques
A la façana, revestida amb ciment armat, dominen sis columnes corínties de sis metres d'alt i dues rampes per a l'accés vehicular. Destaca la cúpula, adornada amb escultures al·legòriques representant la Independència i la República. Per dins, la cúpula, ornamentada amb pintures d'autoria de l'artista brasiler Rodolfo Chambelland, ostenta un vitrall pintat com el cel de la nit de 15 de novembre de 1889. El conjunt és d'estil neoclàssic i reprèn diversos elements del Grand Palais de París.
L'edifici abriga alhora realitzades per artistes de renom com Eliseu Visconti, Carlos Oswald i João Timóteo da Costa. El panell decoratiu del plenari va ser executat per Visconti el 1926 i representa la signatura de la primera Constitució Republicana de 1891. Al gran panell, restaurat el 2001, figuren en grandària natural els retrats dels seixanta-tres constituents.